# Grupul de Armate Mackensen (România)
Numele de Grupul de Armate Mackensen (în germană Heeresgruppe Mackensen) a fost dat în perioada august 1916-mai 1918 grupului de armate comun al Imperiilor Centrale din nordul Bulgariei și apoi din România, în timpul Primului Război Mondial, plasat sub comanda feldmareșalului August von Mackensen.
Au mai existat anterior, pe Frontul de Răsărit, alte două grupuri de armate cu același nume și conducător, pe fronturile din Polonia  și Serbia, care au inclus unități din Imperiul German și din Imperiul Austro-Ungar.

## Traseu
În vara anului 1916, Imperiile Centrale s-au pregătit pentru o posibilă intrare a României în Primul Război Mondial de partea Antantei. La 28 iulie 1916, statele majore german, austro-ungar și bulgar au încheiat un acord, la care Imperiul Otoman se va alătura puțin mai târziu, care a prevăzut că, în cazul unei invazii a Transilvaniei de către armata română, bulgarii vor răspunde printr-o invazie a Dobrogei românești.
La 30 iulie 1916, anterior de intrarea României în război, mareșalul von Mackensen a preluat comanda celui de-al treilea grup de armate care i-a purtat numele, pus sub autoritatea înaltului Comandament Bulgar. La 2 septembrie 1916, acest grup de armate a declanșat o ofensivă în Dobrogea. După ce au capturat Turtucaia și Silistra, forțele lui Mackensen s-au îndreptat spre Constanța, care a căzut și ea la 22 octombrie 1916. În acest timp în partea de vest, forțele sale au asigurat linia Dunării. Din punct de vedere operativ, Flotila austro-ungară de Dunăre a depins inițial direct de Grupul de Armate Mackensen, fiind subordonată ulterior Armatei de Dunăre.
După ce noua Armată a Dunării a fost subordonată grupului de armate, la 23-24 noiembrie 1916, cu sprijinul unităților de pionieri  austro-ungari și a Flotilei austro-ungare de Dunăre, soldații Puterilor Centrale au trecut Dunărea pe la Sviștov și au contribuit la capturarea Bucureștiului, care a căzut la 6 decembrie 1916. Grupul de armate a continuat să avanseze spre nord, în dreapta Armateia 9-a germane,  spre zona Siretului inferior, precum și spre nordul Dobrogei. Din punct de vederea operativ, Armata a 9-a germană a intrat în componența grupului de armate. 
| Imagine indisponibilă                                |  | Imagine indisponibilă                          |
| Comandantul grupului de armate, August von Mackensen |  | Șeful de Stat Major, colonelul Richard Hentsch |

După retragerea autorităților centrale ale statului român în Moldova și stabilizarea frontului la începutul anului 1917, Puterile Centrale au trecut la ocuparea și împărțirea teritoriului român aflat sub controlul lor. Autoritatea supremă militară în timpul ocupației a fost reprezentată de Comandamentul Grupului de Armate Mackensen, prescurtat O.K.M. (Ober Komando Mackensen), care și-a stabilit sediul la hotelul Athenee Palace din București. În subordinea acestuia a fost creată Administrația Militară de Ocupație în România (Militärverwaltung in Rumänien).
Sediile succesive ale comandamentului grupului de armate au fost: Tărnovo (27 august 1916) și București (18 decembrie 1916).

## Structură
Structura Grupului de Armate Mackensen a variat în decursul timpului.
Ca șefi de Stat Major au servit inițial colonelul Richard Hentsch și apoi colonelul Hell.

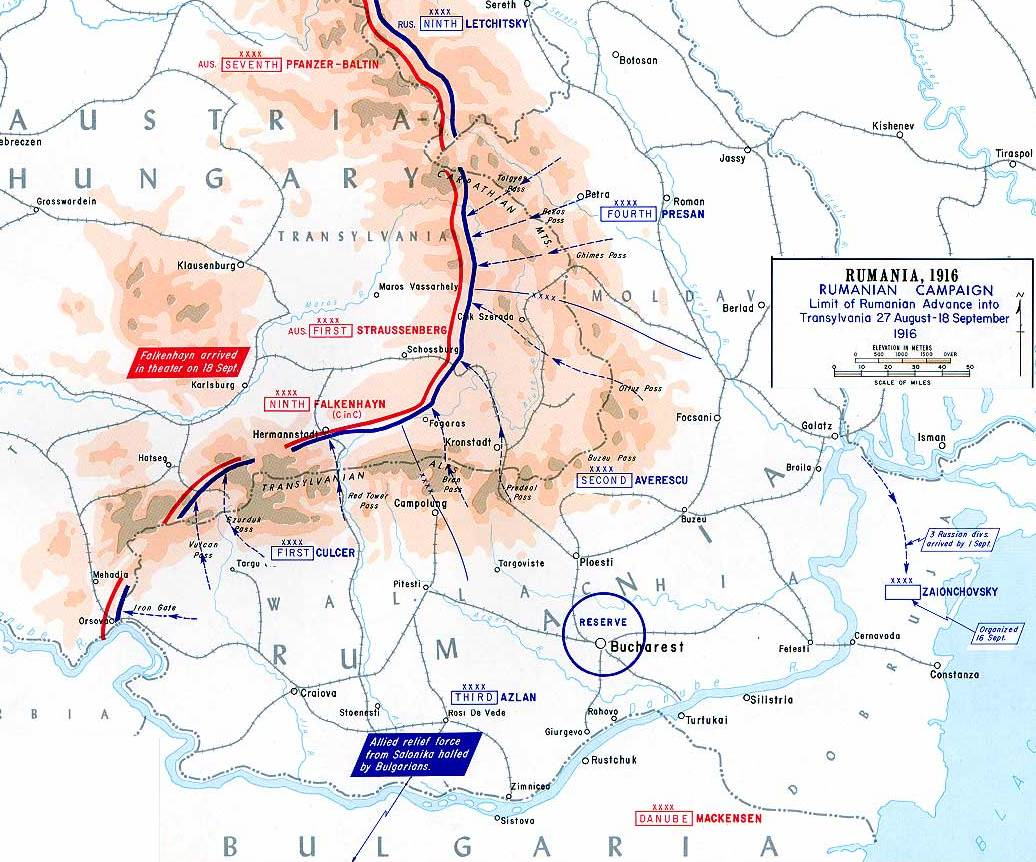
August-septembrie 1916

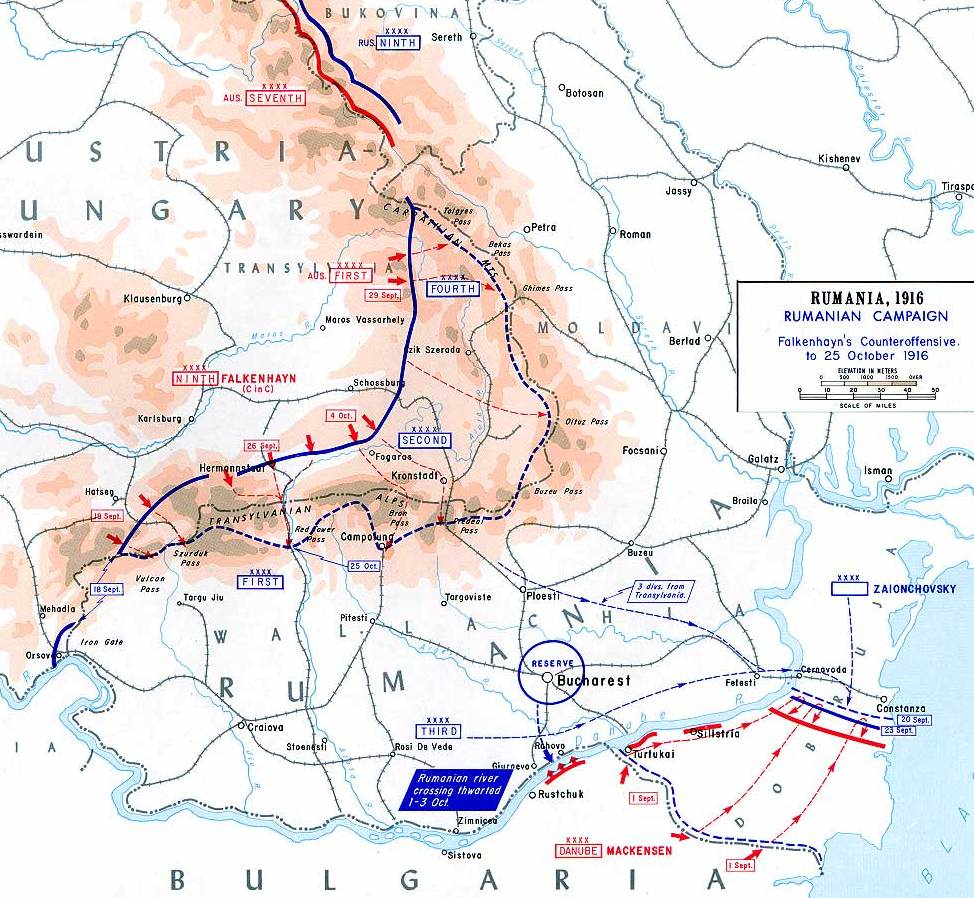
Septembrie-octombrie 1916

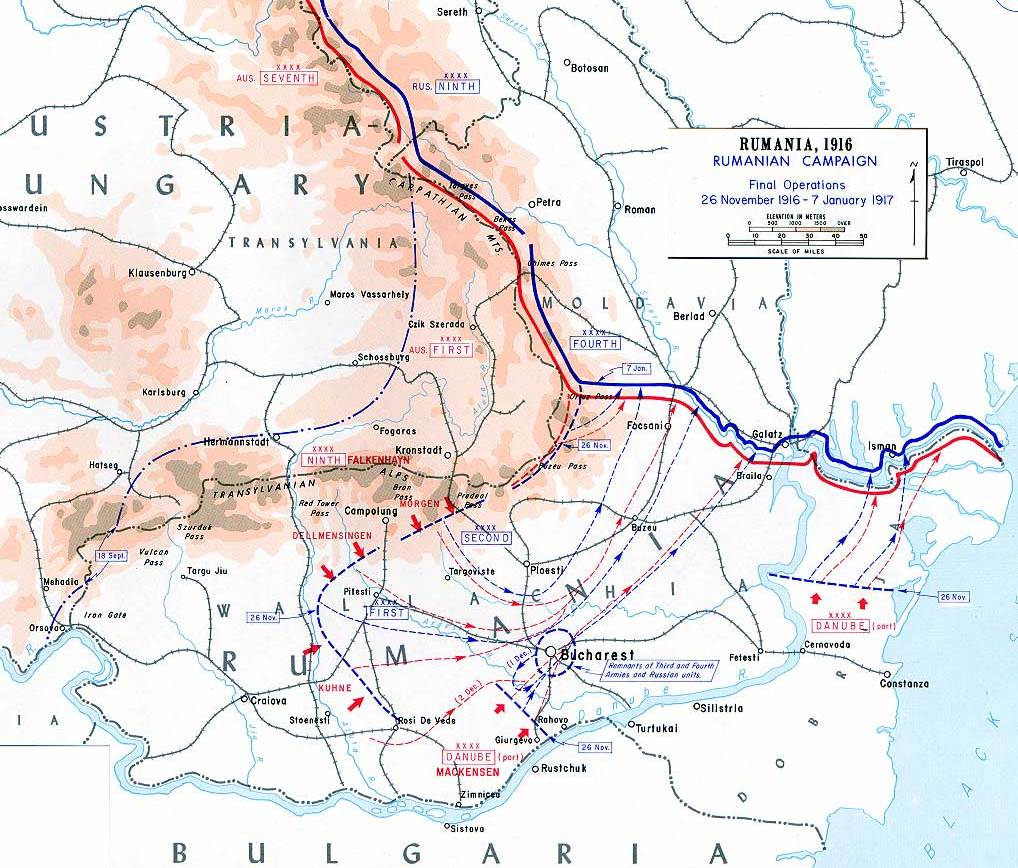
Noiembrie 1916-ianuarie 1917

| Forță: - 60 de batalioane de infanterie - 55 de baterii de artilerie, din care: 36 de artilerie de câmp, 8 de obuziere, 2 de munte, 9 grele - 23 escadroane de cavalerie - 1 batalion pionieri Mari unități și unități: - Armata a 3-a bulgară (Generalul Ștefan Toșev) - Garnizoana Rusciuc (inclusiv 1 batalion din Regimenti 21 Infanterie german) - Divizia 4 Infanterie bulgară - Divizia 1 Infanterie bulgară - Brigada 2 Infanterie bulgară din Divizia 6 Infanterie bulgară (Brigada 1 Infanterie bulgară, după o altă sursă) - Divizia 1 Cavalerie bulgară - Garnizoana Varna - Detașamentul Kaufmann (ulterior maior Hamerstein) - Câteva (?) batalioane bulgare - Batalionul I din Regimentul 21 Infanterie german - Regimentul 115 Landstrum german - Regimentul 6 Ulani german - Părți din Divizia 12 Infanterie bulgară în fața Rusciucului - Regimentele 5,6,9 Miliție bulgare de-a lungul Dunării - Flotila austro ungară de Dunăre - În curs de deplasare spre zona de concentrare: - Regimentul 45 Infanterie german din Macedonia - Corpul 6 Armată turc de la Adrianopole și Constantinopol (generalul Mustafa Hilmi Pașa) - Divizia 15 Infanterie turcă - Divizia 25 Infanterie turcă | La 30 noiembrie 1916, Armata 9 germană, mai puțin Grupul Gerok, a fost pusă sub comanda Grupului de Armate Mackensen. Împreună cu Armata de Dunăre, în total, forțele celor două armate constau în 17 divzii de infanterie, alte 3 Brigăzi de infanterie, o brigadă de cicliști și 3 ½ divzii de cavalerie. Mari unități și unități: - Armata 9 germană (comandant generalul Erich von Falkenhayn și șef de Stat Major colonelul Hesse):: - Grupul Staabs (general Hermann von Staabs: - Divizia 89 Infanterie germană - Divizia 24 Infanterie austro-ungară - Divizia 51 Infanterie Honvéd - Grupul Morgen (general Curt von Morgen: - Brigada 8 Munte germană - Divizia 12 Infanterie bavareză - Divizia 76 Infanterie de Rezervă germană - Brigada de Cavalerie Trans. - Gupul Kraft: - Corpul Alpin german - Divizia 216 Infanterie germană - Divizia 73 Infanterie austro-ungară - Divizia 301 Infanterie germană - Grupul Kühne (general Viktor Kühne: - Brigada 144 Infanterie austro-ungară - Divizia 41 Infanterie germană - Divizia 109 Infanterie germană - Divizia 11 Infanterie bavareză (trecută la 2 decembrie 1916 sub comanda Armatei Dunării) - Grupul Szivo: - Brigada 145 Infanterie austro-ungară - 2 escadroane de cavalerie germane - 1 Batalion de Infanterie german - Corpul de Cavalerie Schmettow (Eberhard von Schmettow): - Divizia 6 Cavalerie germană - Divizia 7 Cavalerie germană - Rezerva Armatei: - Divizia 115 Infanterie germană - Brigada 2 Cicliști germană - Armata de Dunăre (general Robert Kosch): - Divizia 217 Infanterie germană - Divizia 1 Infanterie bulgară - Divizia 12 Infanterie bulgară - Divizia 26 Infanterie turcă - Divizia Combinată de Cavalerie germano-bulgară (general Goltz) |

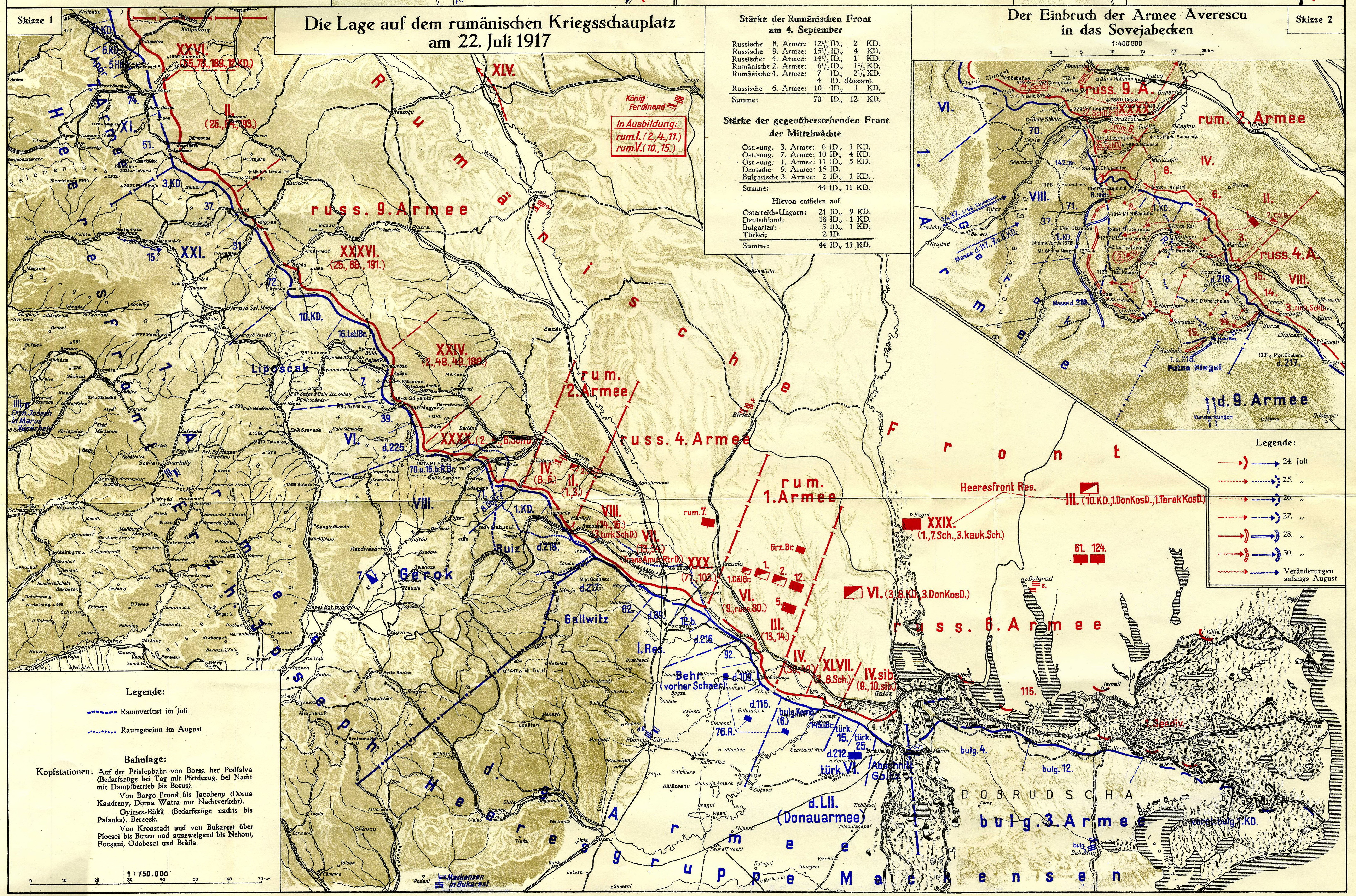
Situația de pe frontul din România în iulie 1917

| Mari unități și unități: - Armata 9 Germană: - Grupul Morgen (general Curt von Morgen): - Divizia 89 Infanterie germană - Divizia 12 Infanterie bavareză - Divizia 76 Infanterie de Rezervă germană - Divizia 216 Infanterie germană - Gupul Kraft: - Corpul Alpin german - Divizia 73 Infanterie austro-ungară - Grupul Kühne (general Viktor Kühne): - Divizia 301 Infanterie germană - Brigada 144 Infanterie austro-ungară - Divizia 41 Infanterie germană - Divizia 109 Infanterie germană - Divizia 115 Infanterie germană - Armata de Dunăre - Divizia 1 Infanterie bulgară - Divizia 217 Infanterie germană - Divizia 15 Infanterie turcă - Divizia 26 Infanterie turcă - Regimentul 9 Infanterie de Rezervă german - Armata 3 bulgară - Divizia 4 Infanterie bulgară - Divizia 12 Infanterie bulgară - Divizia 1 Cavalerie bulgară Conform lui Alexandru Ioanițiu în structura grupului de armate mai intrau și Brigada 8 Munte germană (Grupul Kraft), Divizia 6 Cavalerie germană (Grupul Kühne) și Divizia Mixtă bulgară (Armata 3 bulgară) | Mari unități și unități: - Armata 9 Germană (din mai 1917, comndant generalul Johannes von Eben și șef de Stat Major locotenent-colonelul Bronsart):: - Grupul Galwitz: - Divizia 217 Infanterie germană - Divizia 62 Infanterie austro-ungară - Grupul Morgen (general Curt von Morgen): - Divizia 89 Infanterie germană - Divizia 12 Infanterie bavareză - Divizia 216 Infanterie germană - Grupul Schaer: - Divizia 92 Infanterie germană - Divizia 109 Infanterie germană - Divizia 115 Infanterie germană - Rezerva Armatei: - Divizia 76 Infanterie de Rezervă germană - Divizia 212 Infanterie germană - Armata 3 bulgară - Armata de Dunăre - Divizia Mixtă bulgară - Brigada 145 Infanterie germană - Divizia 15 Infanterie turcă - Divizia 26 Infanterie turcă - Detașamentul Goltz (Regimentul 115 Landstrum german) - Divizia 4 Infanterie bulgară - Divizia 12 Infanterie bulgară - Divizia 1 Cavalerie bulgară |

## Bibliografie

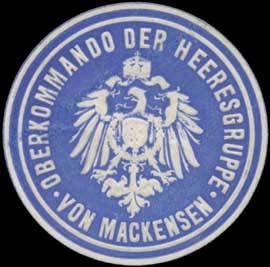
Ștampila Oberkommando der Heeresgruppe von Mackensen